# Personal digital assistant

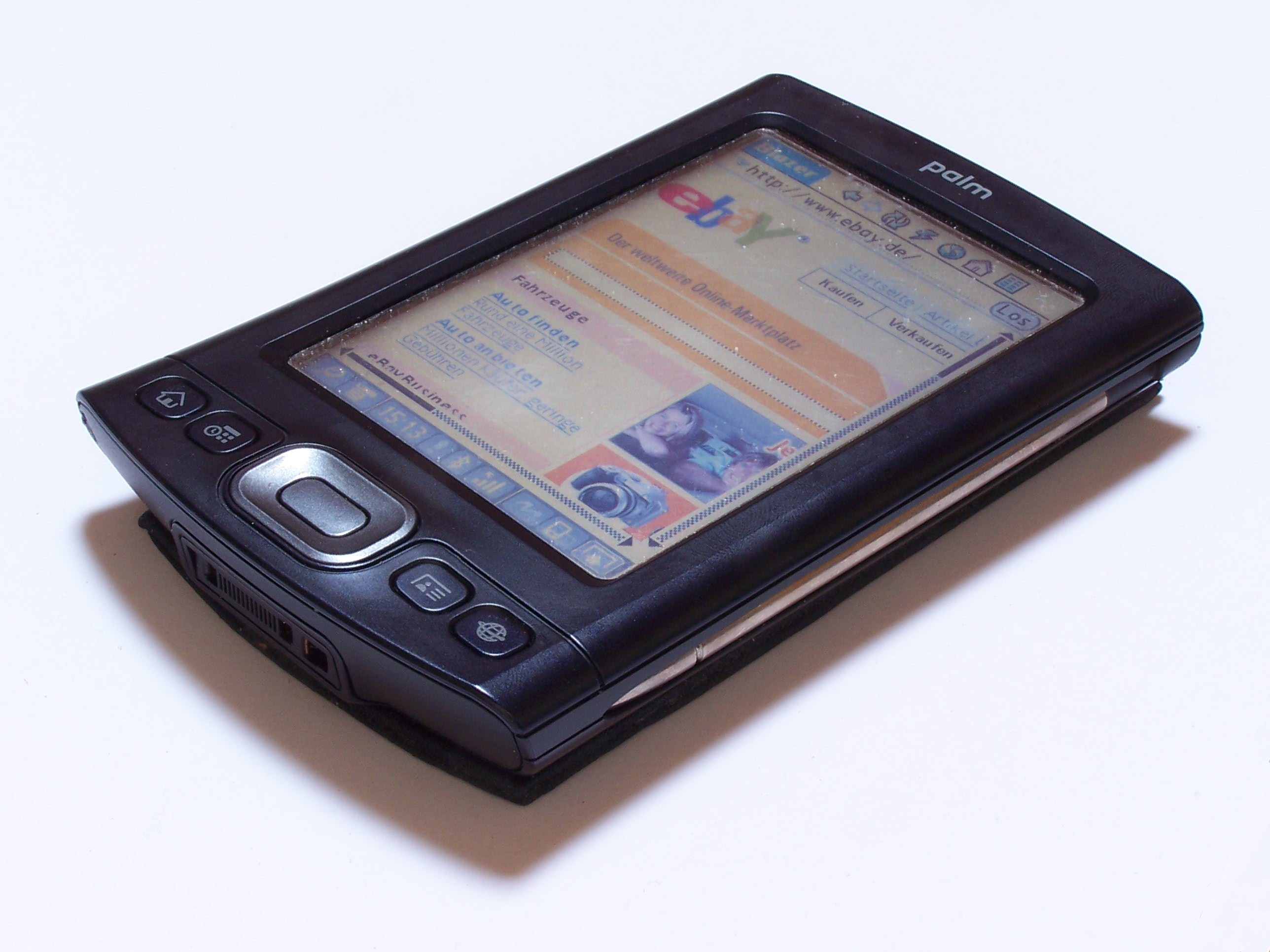
PDA Palm TX.

Personal digital assistants (sigla PDA), em português assistente pessoal digital,, também chamados de handhelds ou palmtops, são computadores de dimensões reduzidas (cerca de A6), dotados de grande capacidade computacional, cumprindo as funções de agenda e sistema informático de escritório elementar, com possibilidade de interconexão com um computador pessoal e uma rede informática sem fios — Wi-Fi — para acesso a e-mail e internet. Os PDAs foram em grande parte descontinuados durante a década de 2010, em função da popularização dos smartphones e tablets, que absorveram praticamente toda a sua funcionalidade.
A principal finalidade de um assistente digital pessoal (PDA) é atuar como um organizador eletrônico ou agenda portátil de planejamento diário. Também chamados de handhelds ou palmtops, evoluíram ao longo dos anos. Os modelos iniciais apenas gerenciavam informações pessoais como contatos, compromissos e listas de coisas a fazer, mas os dispositivos posteriores também podiam se conectar à internet, atuar como dispositivos de posicionamento global (GPS) e executar software multimídia. 

## Famílias

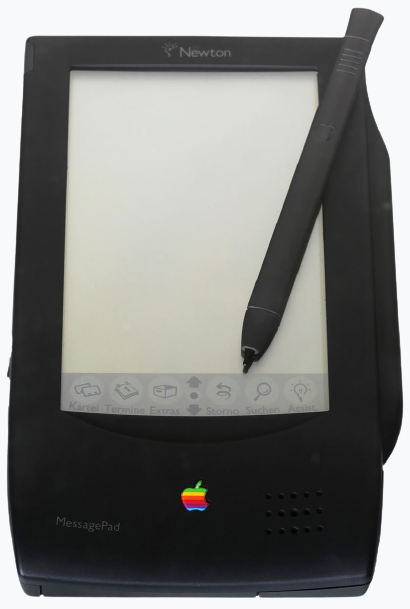
Apple Newton de 1993.

Historicamente, havia duas famílias de PDAs: Os PalmOne e os Pocket PC.
Os PalmOne utilizavam o sistema operacional Palm OS da PalmSource (anteriormente chamada Palm Computing), um sistema estável, mas restrito quanto ao número de fabricantes que o adaptaram. A Palm passou a adaptar o sistema Windows Mobile nos terminais com função celular como é o exemplo do Palm Treo 700 e 750v e Treo 500v.
Os Pocket PC utilizavam o sistema Windows Mobile (com base no Windows CE da Microsoft), "compatível" com o Windows e foi adotado por uma gama bem variada de fabricantes de PDA. Estes PDAs utilizavam programas que possibilitavam a troca de dados com programas do Windows dos computadores de mesa. 

## Sistemas operacionais
Havia também PDAs rodando o sistema operacional Linux. Um dos projetos mais conhecidos é o Pocket Linux, desenvolvido todo com base na distribuição do Debian, cuja ideia era criar um Linux extremamente fácil de manipular e utilizar, para substituir o sistema operacional proprietário de vários PDAs. A interface é simples e bem familiar aos usuários dos portáteis, e pode ser moldada através de temas que os próprios usuários podem criar, estes temas e configurações são salvos em XML podendo facilmente ser transportados para outros sistemas proprietários. O sistema tem um cliente de e-mail, leitor de música digital, jogos visualizadores de vídeo, bem como sistema de escrita manual.

## Modelos

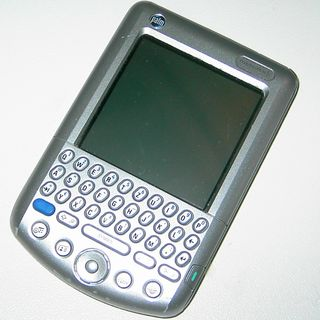
Palm Tungsten C.

Dentre os principais modelos, destacam-se os produzidos pela Palm, Inc. como as séries Palm Pilot, Palm m, Palm Tungsten, Zire Handheld e LifeDrive. Com o sistema operacional Pocket PC as série Acer N, Dell Axim, iPAQ, HP Jornada, Pocket LOOX da Siemens e Fujitsu, MobilePro da NEC, Pocket Viewer da Casio, Sharp Zaurus, Clié da Sony.